# Realeza (escola de samba)
A Sociedade Beneficente Cultural Realeza é uma escola de samba de Porto Alegre, Rio Grande do Sul. Sua sede fica no bairro Partenon.

## História
A Realeza surgiu a partir de uma ala que desfilava nos Imperadores do Samba. A entidade foi fundada em 11 de abril de 1976 em uma reunião na rua Carlos Laerte na casa de Seu Didi e Dona Catarina que é considerada a madrinha da escola. A reunião de fundação envolveu cerca de setenta pessoas. O primeiro presidente foi Oscar Escobar. No seu primeiro desfile a escola ficou em segundo lugar. Em 1978 com o enredo Apoteose do Samba foi campeã. Ao longo de seus anos foi campeã em 1980, 1981, 1991 e 2002 de várias categorias de acesso do carnaval de Porto Alegre.

## Segmentos

### Presidentes
| Nome                | Mandato | Ref.              |
| ------------------- | ------- | ----------------- |
| Mauro Corrêa Santos | Atual   | [ 3 ] [ 4 ] [ 5 ] |

### Diretores
| Ano  | Diretor de Carnaval | Diretor de harmonia | Ref.  |
| ---- | ------------------- | ------------------- | ----- |
| 2020 | Comissão            |                     | [ 3 ] |
| 2022 | Comissão            | Thiago Rodrigues    | [ 4 ] |
| 2023 | Comissão            |                     | [ 5 ] |
| 2024 | Comissão            |                     | [ 6 ] |

### Mestres de Bateria
| Ano        | Nome                  | Ref.        |
| ---------- | --------------------- | ----------- |
| 2012-2018  | Mestre Lipo           |             |
| 2019       | Mestre Robson Barboza |             |
| 2020-2023  | Mestre Lipo           | [ 3 ] [ 5 ] |
| 2024       | Mestre Rolney "Japa"  | [ 6 ]       |
| 2025-Atual | Mestre Tiagner Jr     | [ 7 ]       |

### Porta Estandarte
| Ano         | Nome              | Ref. |
| ----------- | ----------------- | ---- |
| 2017- Atual | Jacqueline Soares |      |

### Casal de Mestre-sala e Porta-bandeira
| Ano        | Nome                                  | Ref.        |
| ---------- | ------------------------------------- | ----------- |
| 2015-2020  | Vinicius de Souza e Janaína Rodrigues | [ 3 ]       |
| 2020-2023  | Jair Filho e Aisha Costa              | [ 4 ] [ 5 ] |
| 2024       | Vinicius de Souza e Janaína Rodrigues | [ 6 ]       |
| 2025-Atual | Júnyor Santos e Janaína Rodrigues     | [ 7 ]       |

### Rainha de Bateria
| Ano         | Nome            | Ref. |
| ----------- | --------------- | ---- |
| 2020- Atual | Marysa Angélica |      |

### Madrinha de Bateria
| Ano         | Nome          | Ref. |
| ----------- | ------------- | ---- |
| 2013- Atual | Bruna Martins |      |

## Carnavais
| Ano                                               | Colocação       | Grupo           | Enredo | Carnavalesco                         | Intérprete      | Ref.                 |
| ------------------------------------------------- | --------------- | --------------- | --- | ------------------------------------ | --------------- | -------------------- |
| 1977                                              | Vice-campeã     | II              | Festa dos Orixás.                                                                                         |                                      |                 | [ 1 ]                |
| 1978                                              | Campeã          | II              | Apoteose do samba.                                                                                        |                                      |                 |                      |
| 1979                                              | 5.º lugar       | II              | A magia das quatro estações.                                                                              |                                      |                 |                      |
| 1980                                              | Desclassificada | II              | Nosso fantástico carnaval em Paris                                                                        |                                      | Claudio Santos  | [ 8 ]                |
| 1981                                              | Campeã          | II              | Lendas da Lagoa do Abaeté.                                                                                |                                      |                 |                      |
| 1982                                              | 3.º lugar       | II              | Fantástico sonho de paz.                                                                                  |                                      |                 |                      |
| 1983                                              | Campeã          | II              | Triunfal cortejo.                                                                                         |                                      | Maria Helena    | [ 9 ]                |
| 1984                                              | 5.º lugar       | II              | Do Navio Negreiro para o aplauso da avenida: África, berço histórico do Brasil.                           |                                      | Cândido         | [ 10 ]               |
| 1985                                              | 4.º lugar       | II              | Noites cariocas.                                                                                          |                                      |                 |                      |
| 1986                                              | Vice-campeã     | II              | 100 anos depois.                                                                                          |                                      |                 |                      |
| 1987                                              | 7.º lugar       | II              | Mesa brasileira, cadê?                                                                                    |                                      |                 |                      |
| 1988                                              | 8.º lugar       | II              | Utópica fantasia no país das Cucuias.                                                                     |                                      |                 |                      |
| 1989                                              | 3.º lugar       | II              | |                                      | Cândido         |                      |
| 1990                                              | 3.º lugar       | II              | |                                      |                 |                      |
| 1991                                              | Vice-campeã     | II              | |                                      |                 | [ 11 ]               |
| 1992                                              | Campeã          | II              | |                                      |                 |                      |
| 1993                                              | 5.º lugar       | 1B              | Bahia, Deuses, mistérios e magias.                                                                        |                                      |                 | [ 1 ]                |
| 1994                                              | 7.º lugar       | 1B              | Da ilusão de um sonho aos limites da emoção                                                               |                                      |                 |                      |
| 1995                                              | 6.º lugar       | 1B              | No mundo dos sonhos, a maravilha das cores                                                                |                                      |                 |                      |
| 1996                                              | 7.º lugar       | 1A              | História de uma raça                                                                                      |                                      |                 |                      |
| 1997                                              | 9.º lugar       | 1A              | Nesse mundo nada se cria, tudo se transforma. (O mundo da vaidade)                                        |                                      |                 | [ 1 ] [ 12 ]         |
| 1998                                              | 8.º lugar       | Intermediário B | A Realeza em procissão vem pedir as vossas bênçãos.                                                       |                                      | Cândido         | [ 1 ] [ 13 ] [ 14 ]  |
| 1999                                              | Vice-campeã     | Acesso          | Bahia - Berço da cultura e da poesia. (O que que a Bahia tem?)                                            |                                      |                 | [ 15 ] [ 16 ]        |
| 2000                                              | *               | Acesso          | Na virada do ano 2000, um tributo ao rei.                                                                 |                                      |                 | [ 1 ] [ 17 ]         |
| 2001                                              | 4.º lugar       | Acesso          | |                                      |                 | [ 18 ]               |
| 2002                                              | Campeã          | Acesso          | |                                      |                 | [ 1 ] [ 19 ]         |
| 2003                                              | 4.º lugar       | Intermediário B | A dança do arco-íris.                                                                                     |                                      |                 | [ 1 ] [ 20 ]         |
| 2004                                              | 5.º lugar       | B               | Mulheres, estas guerreiras.                                                                               |                                      |                 | [ 1 ] [ 21 ]         |
| 2005                                              | 4.º lugar       | B               | Brasil, nossa gente, nosso ritmo; Realeza convida: Vamos dançar?                                          |                                      |                 | [ 1 ] [ 22 ] [ 23 ]  |
| 2006                                              | 7.º lugar       | B               | No Brasil do artesanato, a Realeza canta e encanta no Carnaval.                                           |                                      |                 | [ 1 ] [ 24 ]         |
| 2007                                              | 5.º lugar       | Acesso          | A magia das quatro estações.                                                                              |                                      | Robinho Sorriso | [ 1 ] [ 25 ] [ 26 ]  |
| 2008                                              | Vice-campeã     | Acesso          | É vem pra rua, vem brincar.                                                                               |                                      | Roberto Costa   | [ 1 ] [ 27 ]         |
| 2009                                              | 3.º lugar       | Acesso          | 1933, Uma classe se levanta - 75 anos do Sindicato dos Bancários                                          |                                      | Roberto Costa   | [ 28 ] [ 29 ] [ 30 ] |
| 2010                                              | Vice-campeã     | A               | Das páginas da história à Coroa Real: Diamantes do mundo, vêm brilhar no carnaval!                        |                                      | Roberto Costa   | [ 31 ]               |
| 2011                                              | Vice-campeã     | A               | Num oceano de celebridades surge um menino de pé no chão para encantar o mundo nas asas de um Beija-Flor. |                                      | Roberto Costa   | [ 32 ]               |
| 2012                                              | 7.º lugar       | A               | Uma Colmeia de Emoções Para Adoçar a Sua Vida.                                                            |                                      | Paulinho Durão  | [ 33 ] [ 34 ]        |
| 2013                                              | 6.º lugar       | Acesso          | África, um Legado Muito Além da Escravidão.                                                               | Ismar Silveira                       | Paulinho Durão  | [ 35 ] [ 36 ]        |
| 2014                                              | Campeã          | Acesso          | Quem tem padrinho, não morre pagão                                                                        | Gilson Lucena (Giguilee)             | Paulinho Durão  | [ 37 ] [ 38 ] [ 39 ] |
| 2015                                              | 7.º lugar       | A               | Tradicional a rigor, Cenografia coreografada, Abram Alas, a comissão vai passar                           | Comissão de Carnaval                 | Bruno Martins   | [ 40 ] [ 41 ] [ 42 ] |
| 2016                                              | 3.º lugar       | Grupão          | Lua, Bela e Solitária Deusa                                                                               |                                      | Leandro LV      | [ 43 ] [ 44 ]        |
| As escolas da Série Prata não desfilaram em 2017. |                 |                 | |                                      |                 |                      |
| Desfile cancelado em 2018.                        |                 |                 | |                                      |                 |                      |
| 2019                                              | 4.º lugar       | Série Prata     | Valente Guerreira Dandara dos Palmares, a Verdadeira Princesa Brasileira                                  |                                      | Robinho Sorriso | [ 48 ] [ 49 ] [ 50 ] |
| 2020                                              | 5.º lugar       | Série Prata     | Sagrados Cantos de Minha Encruzilhada                                                                     |                                      | Alex do Cavaco  | [ 51 ] [ 52 ] [ 53 ] |
| Desfile cancelado em 2021.                        |                 |                 | |                                      |                 |                      |
| 2022                                              | Campeã          | Série Prata     | Eles Combinaram de Nos Matar, Nós Combinamos de Não Morrer                                                | Gugu Lacerda                         | Alex do Cavaco  | [ 4 ] [ 55 ]         |
| 2023                                              | 7.º lugar       | Série Ouro      | A Divina Realeza do Basfond é uma Dama de Barba Malfeita                                                  | Gugu Lacerda                         | Alex do Cavaco  | [ 5 ]                |
| 2024                                              | 10.º lugar      | Série Ouro      | Alma Negra – Um pedaço da África no AFRO-SUL do Brasil                                                    | Gugu Lacerda                         | Alex do Cavaco  | [ 6 ] [ 56 ]         |
| 2025                                              | 3.º lugar       | Série Prata     | A água baixou e... o quilombo resistiu!                                                                   | Gugu Lacerda e Roberto Marques Silva | Alex do Cavaco  | [ 7 ] [ 57 ]         |

## Títulos
| Títulos da Realeza | Títulos da Realeza                      | Títulos da Realeza | Títulos da Realeza     |
| ------------------ | --------------------------------------- | ------------------ | ---------------------- |
| Grupo              | Grupo                                   | Títulos            | Anos                   |
|                    | Grupo II / Prata (Atual Série Prata)    | 4                  | 1978, 1981, 1983, 2022 |
|                    | Grupo III / Acesso (Atual Série Bronze) | 1                  | 1992, 2014             |
|                    | Acesso (Grupo Extinto - 4ª divisão )    | 1                  | 2002                   |

## Prêmios
Estandarte de Ouro
Grupo A
- 2010: Bateria, fantasia, samba enredo e ala.[58]
- 2012: Samba enredo e interprete.[59]

Grupão
- 2016: Ala.[60]